# Bahnstrecke Traunstein–Garching
| Bahnhof Hörpolding |                      |                                 |                                 |
| Streckennummer (DB): | 5730                 |                                 |                                 |
| Kursbuchstrecke (DB): | 947                  |                                 |                                 |
| Kursbuchstrecke: | 427q (1946)          |                                 |                                 |
| Streckenlänge: | 33,881 km            |                                 |                                 |
| Spurweite: | 1435 mm (Normalspur) |                                 |                                 |
| Streckenklasse: | D4                   |                                 |                                 |
| Minimaler Radius: | 156 m                |                                 |                                 |
| Streckengeschwindigkeit: | 80 km/h              |                                 |                                 |
| Zugbeeinflussung: | PZB                  |                                 |                                 |
| |                      |                                 |                                 |
| \| \| \| von Salzburg Hbf \| \| \| \| 0,000 \| Traunstein \| 597 m \| \| \| \| nach Ruhpolding \| \| \| \| \| nach Rosenheim \| \| \| \| 1,651 \| Traunstein Klinikum (seit 2016) \| Traunstein Klinikum (seit 2016) \| \| \| 2,000 \| Traunstein Nord \| Traunstein Nord \| \| \| 2,650 \| Bad Empfing (bis 2016) \| Bad Empfing (bis 2016) \| \| \| 2,941 \| Traunstein Kreiller (Awanst) \| Traunstein Kreiller (Awanst) \| \| \| \| Anschluss Gewerbegebiet Nord \| \| \| \| 3,715 \| Traunstein Stadt (Awanst) \| Traunstein Stadt (Awanst) \| \| \| 3,943 \| Bundesstraße 304 (60 m) \| Bundesstraße 304 (60 m) \| \| \| 4,531 \| Weiderting (Awanst) \| Weiderting (Awanst) \| \| \| 6,420 \| Nußdorf \| Nußdorf \| \| \| 9,238 \| Matzing (ehem. Bf) \| 563 m \| \| \| 13,204 \| Hörpolding \| 522 m \| \| \| 13,555 \| Traun (37 m) \| Traun (37 m) \| \| \| 13,594 \| nach Traunreut \| nach Traunreut \| \| \| 14,000 \| St Georgen (b Traunstein)[1] \| St Georgen (b Traunstein)[1] \| \| \| 16,091 \| Stein (Traun) (ehem. Bf) \| Stein (Traun) (ehem. Bf) \| \| \| 16,233 \| Traun (33 m) \| Traun (33 m) \| \| \| 18,138 \| Altenmarkt (Alz) (ehem. Bf) \| Altenmarkt (Alz) (ehem. Bf) \| \| \| 18,819 \| Traun (37 m) \| Traun (37 m) \| \| \| \| Anschluss Chemiepark Trostberg \| \| \| \| 21,383 \| Trostberg \| 486 m \| \| \| 22,172 \| Alz (120 m) \| Alz (120 m) \| \| \| 22,290 \| Alzkanal (31 m) \| Alzkanal (31 m) \| \| \| 24,500 \| Mussenmühle \| Mussenmühle \| \| \| 25,597 \| Schalchen (Anst + Hp) \| Schalchen (Anst + Hp) \| \| \| \| Anschluss AlzChem / Linde AG \| \| \| \| 27,828 \| Tacherting (ehem. Bf) \| 476 m \| \| \| 30,363 \| Alzkanal (21 m) \| Alzkanal (21 m) \| \| \| 31,003 \| Wiesmühl (Alz) (ehem. Bf) \| Wiesmühl (Alz) (ehem. Bf) \| \| \| 33,361 \| Alzkanal (10 m) \| Alzkanal (10 m) \| \| \| \| von Freilassing \| \| \| \| 33,881 \| Garching (Alz) \| 460 m \| \| \| \| Werksbahn AlzChem nach Hart \| \| \| \| \| nach Mühldorf (Oberbay) \| \| \| \| \| \| \| \| Quellen: [2][3][4][5][6][7] \| \| \| \| |                      |                                 |                                 |
| Strecke |                      | von Salzburg Hbf                | von Salzburg Hbf                |
| Bahnhof | 0,000                | Traunstein                      | 597 m                           |
| Abzweig geradeaus und nach links |                      | nach Ruhpolding                 | nach Ruhpolding                 |
| Abzweig geradeaus und nach links |                      | nach Rosenheim                  | nach Rosenheim                  |
| Haltepunkt / Haltestelle | 1,651                | Traunstein Klinikum (seit 2016) | Traunstein Klinikum (seit 2016) |
| ehemaliger Haltepunkt / Haltestelle | 2,000                | Traunstein Nord                 | Traunstein Nord                 |
| ehemaliger Haltepunkt / Haltestelle | 2,650                | Bad Empfing (bis 2016)          | Bad Empfing (bis 2016)          |
| ehemalige Blockstelle | 2,941                | Traunstein Kreiller (Awanst)    | Traunstein Kreiller (Awanst)    |
| Abzweig geradeaus und von links |                      | Anschluss Gewerbegebiet Nord    | Anschluss Gewerbegebiet Nord    |
| Blockstelle | 3,715                | Traunstein Stadt (Awanst)       | Traunstein Stadt (Awanst)       |
| Brücke | 3,943                | Bundesstraße 304 (60 m)         | Bundesstraße 304 (60 m)         |
| Blockstelle | 4,531                | Weiderting (Awanst)             | Weiderting (Awanst)             |
| ehemaliger Haltepunkt / Haltestelle | 6,420                | Nußdorf                         | Nußdorf                         |
| Haltepunkt / Haltestelle | 9,238                | Matzing (ehem. Bf)              | 563 m                           |
| Bahnhof | 13,204               | Hörpolding                      | 522 m                           |
| Brücke über Wasserlauf | 13,555               | Traun (37 m)                    | Traun (37 m)                    |
| Abzweig geradeaus und nach rechts | 13,594               | nach Traunreut                  | nach Traunreut                  |
| ehemaliger Haltepunkt / Haltestelle | 14,000               | St Georgen (b Traunstein)       | St Georgen (b Traunstein)       |
| Haltepunkt / Haltestelle | 16,091               | Stein (Traun) (ehem. Bf)        | Stein (Traun) (ehem. Bf)        |
| Brücke über Wasserlauf | 16,233               | Traun (33 m)                    | Traun (33 m)                    |
| Haltepunkt / Haltestelle | 18,138               | Altenmarkt (Alz) (ehem. Bf)     | Altenmarkt (Alz) (ehem. Bf)     |
| Brücke über Wasserlauf | 18,819               | Traun (37 m)                    | Traun (37 m)                    |
| Abzweig geradeaus und von rechts |                      | Anschluss Chemiepark Trostberg  | Anschluss Chemiepark Trostberg  |
| Bahnhof | 21,383               | Trostberg                       | 486 m                           |
| Brücke über Wasserlauf | 22,172               | Alz (120 m)                     | Alz (120 m)                     |
| Brücke über Wasserlauf | 22,290               | Alzkanal (31 m)                 | Alzkanal (31 m)                 |
| ehemaliger Haltepunkt / Haltestelle | 24,500               | Mussenmühle                     | Mussenmühle                     |
| Haltepunkt / Haltestelle | 25,597               | Schalchen (Anst + Hp)           | Schalchen (Anst + Hp)           |
| Abzweig geradeaus und nach rechts |                      | Anschluss AlzChem / Linde AG    | Anschluss AlzChem / Linde AG    |
| Haltepunkt / Haltestelle | 27,828               | Tacherting (ehem. Bf)           | 476 m                           |
| Brücke über Wasserlauf | 30,363               | Alzkanal (21 m)                 | Alzkanal (21 m)                 |
| Haltepunkt / Haltestelle | 31,003               | Wiesmühl (Alz) (ehem. Bf)       | Wiesmühl (Alz) (ehem. Bf)       |
| Brücke über Wasserlauf | 33,361               | Alzkanal (10 m)                 | Alzkanal (10 m)                 |
| Abzweig geradeaus und von rechts |                      | von Freilassing                 | von Freilassing                 |
| Bahnhof | 33,881               | Garching (Alz)                  | 460 m                           |
| Abzweig geradeaus und nach rechts |                      | Werksbahn AlzChem nach Hart     | Werksbahn AlzChem nach Hart     |
| Strecke |                      | nach Mühldorf (Oberbay)         | nach Mühldorf (Oberbay)         |
| |                      |                                 |                                 |
| Quellen: |                      |                                 |                                 |

Die Bahnstrecke Traunstein–Garching ist eine eingleisige, nicht elektrifizierte Nebenbahn in Bayern. Sie verläuft entlang der Flüsse Traun und Alz von Traunstein über Trostberg nach Garching an der Alz. Betreiber der Streckeninfrastruktur ist die DB RegioNetz Infrastruktur GmbH im Zuge des RegioNetzes Südostbayernbahn.

## Geschichte
Der Streckenabschnitt Traunstein – Trostberg wurde am 31. August 1891 eröffnet. Am 14. November 1910 wurde die bisherige Stichbahn nach Trostberg mit der Strecke Mühldorf – Garching (Alz) verbunden und damit die durchgehende Verbindung Mühldorf – Traunstein geschaffen.
Die Bahnlinie diente hauptsächlich zur Anbindung der Großbetriebe im südlichen Raum des Bayerischen Chemiedreiecks in Trostberg, Tacherting und Garching an der Alz/Hart sowie des Anlagenbauers Linde AG.
Am 29. September 1988 stürzte der mit Altmetall beladene Waggon eines Rangiergespanns, das von Traunstein kommend führerlos nach Hörpolding rollte, in die Traun. Um das Gespann nicht aus dem für die Rangierarbeiten gesperrten Streckenblock fahren zu lassen, wurde es dort auf ein Stumpfgleis geleitet, an dessen Ende der voraus laufende Waggon den Prellbock und eine Betonmauer durchschlug und in den Fluss stürzte; die Lokomotive blieb an der Kante hängen.
Es ist eine Beseitigung der Bahnübergänge in St. Georgen geplant.
Im Zuge der Reaktivierung der Strecke Hörpolding – Traunreut verbinden seit dem Fahrplanwechsel vom 10. Dezember 2006 werktags 15 und sonntags 10 Züge pro Tag Traunreut mit Traunstein über Hörpolding. Vorher wurde die Strecke umfassend für 5 Millionen Euro modernisiert, u. a. erhielt der Bahnhof Traunreut einen barrierefreien Bahnsteig, die bestehenden Bahnsteige in Hörpolding und Matzing eine Asphaltdecke. Die Fahrzeit beträgt 23 Minuten. Die kostenfreie Fahrradmitnahme wird durch den Tourismusverband Chiemgau finanziert. Zum 11. September 2016 wurde der Haltepunkt Bad Empfing durch einen neuen Haltepunkt Traunstein Klinikum am Klinikum Traunstein ersetzt. Der Bau des Bahnsteigs nördlich des Bahnübergangs Wolkersdorfer Straße sowie eines bauzeitlichen Behelfsbahnsteigs auf der gegenüber liegenden Seite, die Anpassungsarbeiten an der Bahnübergangssicherungsanlage sowie der Rückbau des Bahnsteigs Bad Empfing kosteten 1,5 Millionen Euro. Außerdem wurde der Bahnübergang Kotzinger Straße erneuert.
Im Gegenzug wurde der Betrieb auf der Strecke zwischen Hörpolding und Trostberg von 2006 bis 2008 ausgedünnt. Zwischenzeitlich verkehrten zum Fahrplanwechsel im Dezember 2008 wieder fünf Zugpaare zwischen Mühldorf – Trostberg – Hörpolding (– Traunstein). Eine weitreichendere Ausweitung des Fahrplans auf diesem Abschnitt wurde aufgrund von Bedenken des Straßenbauamts bezüglich der Stauanfälligkeit eines Bahnübergangs der B 304 nicht realisiert. Zum Fahrplanwechsel im Dezember 2009 wurde der Betrieb wieder zurückgefahren. Zwischen Trostberg – Hörpolding (– Traunstein) verkehrten seitdem nur noch zwei Zugpaare. Mit dem ab 11. September 2016 gültigen Fahrplan verkehrten montags bis freitags vier Zugpaare durchgehend zwischen Hörpolding und Garching, sechs weitere ab/bis Trostberg, wochenends herrschte Betriebsruhe.
Seit dem Fahrplanwechsel am 14. Juni 2020 verkehren an allen Wochentagen stündlich Züge von Traunstein nach Hörpolding, dann abwechselnd zweistündlich nach Traunreut und Garching. Die Wochenendruhe wurde abgeschafft. Zubringerbusse sollen den Stundentakt in der Relation Traunreut–Traunstein erhalten.

## Verkehr
Auf der Strecke verkehren Regionalbahn-Züge der DB RegioNetz Verkehrs GmbH unter der Marke Südostbayernbahn. Eingesetzt werden planmäßig Dieseltriebwagen der Baureihe 642 und ersatzweise die Baureihe 628. Im Kursbuch wird die Verbindung unter der Nummer 947 als Traun-Alz-Bahn geführt. Planmäßiger Güterverkehr findet zwischen Traunstein und Hörpolding sowie Trostberg und Garching statt.